# Carta d'Ottawa

Bandera oficial de l'OMS

La Carta d'Ottawa per a la promoció de la salut és un document que va ser presentat per l'Organització Mundial de la Salut durant la Primera Conferència Internacional per a la promoció de la salut l'any 1986 a Ottawa, Canadà.
La Primera Conferència Internacional sobre la Promoció de la salut reunida a Ottawa el 21 de novembre de 1986 va presentar la Carta dirigida aconseguir l'objectiu "Salut per a tots l'any 2000". La conferència va reunir experts de tot el món que es van comprometre a participar, a treballar conjuntament, per aconseguir l'objectiu esmentat. La conferència va partir de la Conferència d'Alma-Ata sobre atenció primària, el document "Els objectius de la Salut per a tots" de l'Organització Mundial de la Salut, i el debat sobre l'acció intersectorial per la salut de l'Assemblea Mundial de la Salut. D'aquesta manera va anar establint els seus objectius en salut.
En aquesta conferència la salut va ser definida com un dret. Així doncs, la salut "és un dret humà bàsic, per assolir el més alt nivell de salut possible, és un objectiu social importantíssim a tot el món, però que per poder assolir aquest objectiu exigeix la intervenció d'altres sectors socials i econòmics".

## Requisits previs per a la salut
Durant la conferència, es van establir un seguit de mesures i requisits adequats per aconseguir l'objectiu "Salut per a tots l'any 2000". Els requisits esmentats, bàsics per aconseguir un bon estat de salut, van ser: la pau, la llar, l'educació, l'alimentació, ingressos econòmics, un ecosistema estable, recursos sostenibles, justícia i equitat entre individus.

### Proporcionar els mitjans per a la salut
La promoció de la salut se centra en aconseguir l'equitat sanitària. La seva acció es dirigeix en reduir les diferències en l'estat actual i a assegurar la igualtat d'oportunitats i proporcionar els mitjans que permetin a tota la població desenvolupar al màxim el seu potencial. Això implica una base ferma en un mitjà que el recolzi, accés a la informació i tenir les aptituds i oportunitats que el portin a fer les seves opcions en termes de salut. Les persones no podran aconseguir la seva plena salut potencial almenys que siguin capaços d'assumir el control de tot el que determini el seu estat de salut. Això s'aplica igualment a homes i dones.